# Мужская сборная России по баскетболу на летних Олимпийских играх 2012
Мужская сборная России по баскетболу на летних Олимпийских играх 2012 в Лондоне, проходивших с 29 июля по 12 августа 2012 года, впервые в истории поднялась на пьедестал почёта, завоевав бронзовые медали. На Олимпийские игры сборная России отобралась через квалификационный турнир, проходивший в Венесуэле. Россияне на Олимпиаде провели 8 матчей, одержав победы в шести из них. Команда сумела выйти из группы с первого места, потерпев одно поражение — в не имевшем для неё турнирного значения заключительном матче группового этапа против сборной Австралии (80:82). В четвертьфинале подопечные Дэвида Блатта переиграли команду Литвы (83:74), однако в полуфинале российская команда уступила сборной Испании (59:67). В матче за 3-е место сборная России, победив сборную Аргентины со счётом 81:77, завоевала бронзовые медали летних Олимпийских игр в Лондоне 2012 года.

## Состав
Перед Олимпийским квалификационным турниром по баскетболу в Венесуэле сборная России потеряла двух ключевых игроков из-за травм: Андрея Воронцевича, в связи с необходимостью реабилитации после проблем с позвоночником и Сергея Быкова, из-за травмы крестообразных связок колена. Окончательный состав мужской сборной России для участия на Олимпиаде в Лондоне был определён решением тренерского штаба мужской сборной России 23 июля 2012 года. В состав команды вошли те же игроки, что выступали на отборочном олимпийском турнире и завоевали путевку в Лондон: центровые — Александр Каун, Тимофей Мозгов; нападающие — Андрей Кириленко, Сергей Моня, Виктор Хряпа, Семён Антонов; защитники — Алексей Швед, Антон Понкрашов, Виталий Фридзон, Дмитрий Хвостов, Евгений Воронов и Сергей Карасёв. Капитаном мужской сборной России по баскетболу стал форвард Андрей Кириленко. Из расширенного списка кандидатов в окончательный состав команды не попали: Никита Балашов, Никита Баринов, Андрей Воронцевич, Егор Вяльцев, Максим Григорьев, Артем Яковенко.
| Перейти к шаблону «Состав сборной России по баскетболу» | Состав сборной России по баскетболу |  |

| Поз. | №  | Имя                  | Дата рождения (возраст)   | Рост   | Клуб                  |
| ---- | -- | -------------------- | ------------------------- | ------ | --------------------- |
| АЗ   | 4  | Алексей Швед         | 16 декабря 1988 (36 лет)  | 198 см | Миннесота Тимбервулвз |
| Ц    | 5  | Тимофей Мозгов       | 16 июля 1986 (39 лет)     | 216 см | Денвер Наггетс        |
| ЛФ   | 6  | Сергей Карасёв       | 26 октября 1993 (31 год)  | 200 см | Триумф                |
| АЗ   | 7  | Виталий Фридзон      | 14 октября 1985 (39 лет)  | 195 см | Химки                 |
| Ц    | 8  | Александр Каун       | 8 мая 1985 (40 лет)       | 211 см | ЦСКА                  |
| АЗ   | 9  | Евгений Воронов      | 7 мая 1986 (39 лет)       | 190 см | ЦСКА                  |
| ТФ   | 10 | Виктор Хряпа         | 3 августа 1982 (42 года)  | 206 см | ЦСКА                  |
| Ф    | 11 | Семён Антонов        | 18 июля 1989 (35 лет)     | 202 см | Нижний Новгород       |
| Ф    | 12 | Сергей Моня          | 15 апреля 1983 (42 года)  | 205 см | Химки                 |
| РЗ   | 13 | Дмитрий Хвостов      | 21 августа 1989 (35 лет)  | 190 см | Химки                 |
| РЗ   | 14 | Антон Понкрашов      | 23 апреля 1986 (39 лет)   | 200 см | ЦСКА                  |
| ЛФ   | 15 | Андрей Кириленко (К) | 18 февраля 1981 (44 года) | 206 см | Миннесота Тимбервулвз |

### Глубина состава
| Поз. | Стартовый состав | Скамейка        | Скамейка        | Резерв |
| ---- | ---------------- | --------------- | --------------- | ------ |
| Ц    | Александр Каун   | Тимофей Мозгов  |                 |        |
| ТФ   | Виктор Хряпа     | Сергей Моня     |                 |        |
| ЛФ   | Андрей Кириленко | Семён Антонов   | Сергей Карасёв  |        |
| АЗ   | Алексей Швед     | Виталий Фридзон | Евгений Воронов |        |
| РЗ   | Антон Понкрашов  | Дмитрий Хвостов |                 |        |

## Товарищеские игры
В рамках подготовки к квалификационному турниру сборная России провела 5 товарищеских встреч:
- 14 июня, мужская сборная России одержала победу над командой Македонии со счётом 80:61. Матч проходил во Дворце спорта в Каунасе, Литва. Самым результативным игроком команды стал Александр Каун, набравший 14 очков, на счету Сергея Мони — 11, Виктор Хряпа и Виталий Фридзон принесли в копилку сборной по 10 очков[7].
- 16 июня сборная России во втором товарищеском матче в рамках сбора в Литве уступила команде Греции со счётом 66:63. Самым результативным игроком россиян стал Сергей Моня, набравший 11 очков, на счету Фридзона и Кириленко — по 9 очков[8].
- 25 июня, в рамках сбора в США мужская сборная России обыграла команду Великобритании в товарищеском матче со счётом 87:51. Самым результативным игроком команды стал Тимофей Мозгов — 16 очков, на счету Фридзона — 13 очков, Мони — 11 очков, Кириленко — 11 очков[9].
- 27 июня мужская сборная России со счётом 77:68 обыграла команду Литвы в рамках подготовки к отборочному олимпийскому турниру в Венесуэле. Игра проходила на площадке Университета Хьюстона, США[10].
- 28 июня мужская сборная России провела заключительный матч на сборах в США, обыграв во второй раз команду Великобритании — 76:54. Самым результативным игроком сборной стал Андрей Кириленко, набравший 16 очков[11].

## Квалификационный турнир
Олимпийский квалификационный турнир проходил в столице Венесуэлы Каракасе со 2 по 6 июня 2012 года. Россияне, одержав победы во всех 4 матчах турнира, квалифицировались на Олимпийские игры. Команда России сумела выйти из группы с первого места, переиграв команды Южной Кореи и Доминиканской Республики. В четвертьфинале подопечные Дэвида Блатта переиграли команду Анголы (80:65). В полуфинальном матче отборочного олимпийского турнира, обыграв команду Нигерии со счётом 85:77, сборная России стала обладателем путевки на Олимпийские игры в Лондоне.

## Олимпийские игры

### Групповой этап
В первом раунде сборная Россия соревновалась в группе B. Команды играли по круговой системе: четыре лучших выходили в следующий раунд — плей-офф. Сборная России, выиграв 4 игры из пяти, досрочно заняла первое место в группе. В первых двух матчах россияне уверенно обыграли сборные Великобритании (95:75) и Китая (73:54). Исход матчей с Испанией, Бразилией и Австралией решался на последних секундах. В обеих победных играх отличился Виталий Фридзон: с испанцами он не смазал со штрафной линии (77:74), с бразильцами забил трёхочковый вместе с сиреной (75:74). Последний матч в группе против сборной Австралии уже ничего не решал для обеих команд. На этот раз трёхочковый с сиреной об окончании матча залетел в корзину сборной России — 80:82.
| Место | Команда        | Игры | Поб | Пор | Забито | Пропущено | +/-  | Очки |
| ----- | -------------- | ---- | --- | --- | ------ | --------- | ---- | ---- |
| 1     | Россия         | 5    | 4   | 1   | 400    | 359       | +41  | 9    |
| 2     | Бразилия       | 5    | 4   | 1   | 402    | 349       | +53  | 9    |
| 3     | Испания        | 5    | 3   | 2   | 414    | 394       | +20  | 8    |
| 4     | Австралия      | 5    | 3   | 2   | 410    | 373       | +37  | 8    |
| 5     | Великобритания | 5    | 1   | 4   | 370    | 405       | −35  | 6    |
| 6     | Китай          | 5    | 0   | 5   | 313    | 439       | −126 | 5    |

| 29 июля 2012 20:00 (GMT+1) | Протокол | Россия                     | 95:75    | Великобритания   | Баскетбольная арена, Лондон Судьи: Пабло Эстевес Хорхе Васкес Стефен Сейбел |
| 29 июля 2012 20:00 (GMT+1) | Протокол | 24:19, 25:15, 22:24, 24:17 |          |                  | Баскетбольная арена, Лондон Судьи: Пабло Эстевес Хорхе Васкес Стефен Сейбел |
| 29 июля 2012 20:00 (GMT+1) | Протокол | Андрей Кириленко, 35       | Очки     | Лоул Денг 26     | Баскетбольная арена, Лондон Судьи: Пабло Эстевес Хорхе Васкес Стефен Сейбел |
| 29 июля 2012 20:00 (GMT+1) | Протокол | Алексей Швед 6             | Подборы  | Джоел Фриленд 10 | Баскетбольная арена, Лондон Судьи: Пабло Эстевес Хорхе Васкес Стефен Сейбел |
| 29 июля 2012 20:00 (GMT+1) | Протокол | Алексей Швед 13            | Передачи | Лоул Денг 3      | Баскетбольная арена, Лондон Судьи: Пабло Эстевес Хорхе Васкес Стефен Сейбел |

29 июля первый матч сборная России по баскетболу провела против команды Великобритании. После равного начала игры подопечные Дэвида Блатта захватили инициативу и только увеличивали своё преимущество. На большой перерыв команды отправились при счёте 49:34, но в третьей 10-минутке хозяева Олимпиады смогли сократить отставание до 10 очков. Однако в заключительной четверти россияне довели дело до разгрома — 95:75. Лучшими игроками матча в составе сборной России стали Андрей Кириленко (35 + 4 подбора + 3 блок-шота), Алексей Швед (16 + 13 передач + 6 подборов), Виталий Фридзон (14 + 3 блок-шота) и Тимофей Мозгов (9). В составе сборной Великобритании лучшими были Лоул Денг (26 + 7 подборов), Попс Менса-Бонсу (21 + 9 подборов) и Джоел Фриленд (13 + 10 подборов).
| 31 июля 2012 9:00 (GMT+1) | Протокол | Китай                      | 54:73    | Россия                       | Баскетбольная арена, Лондон Судьи: Саша Пукл Роберт Лоттермозер Уильям Кеннеди |
| 31 июля 2012 9:00 (GMT+1) | Протокол | 12:20, 13:20, 14:21, 15:12 |          |                              | Баскетбольная арена, Лондон Судьи: Саша Пукл Роберт Лоттермозер Уильям Кеннеди |
| 31 июля 2012 9:00 (GMT+1) | Протокол | И Цзяньлянь 16             | Очки     | Андрей Кириленко 16          | Баскетбольная арена, Лондон Судьи: Саша Пукл Роберт Лоттермозер Уильям Кеннеди |
| 31 июля 2012 9:00 (GMT+1) | Протокол | И Цзяньлянь 7              | Подборы  | Виктор Хряпа 12              | Баскетбольная арена, Лондон Судьи: Саша Пукл Роберт Лоттермозер Уильям Кеннеди |
| 31 июля 2012 9:00 (GMT+1) | Протокол | Чэнь Цзянхуа 4             | Передачи | Алексей Швед, Виктор Хряпа 6 | Баскетбольная арена, Лондон Судьи: Саша Пукл Роберт Лоттермозер Уильям Кеннеди |

31 июля второй матч сборная России по баскетболу провела против команды Китая. Подопечные Дэвида Блатта уверенно начали поединок, выиграв первую половину с перевесом в 15 очков (25:40). После большого перерывы сборная Россия довела своё преимущество до 19 очков — 73:54. Наибольший вклад в победу команды внесли Андрей Кириленко (16 + 9 подборов + 4 перехвата), Алексей Швед (14 + 6 передач), Александр Каун (13 + 6 подборов + 4 блок-шота), Тимофей Мозгов (10) и Виктор Хряпа (7 + 12 подборов + 6 передач). Самыми результативными игроками матча в составе сборной Китая стали И Цзяньлянь (16 + 7 подборов + 4 блок-шота), И Ли (9) и Ван Шипэн (7).
| 2 августа 2012 16:45 (GMT+1) | Протокол | Бразилия                   | 74:75    | Россия                           | Баскетбольная арена, Лондон Судьи: Хосе Анибаль Каррион Луиджи Ламоника Рабах Нуджаим |
| 2 августа 2012 16:45 (GMT+1) | Протокол | 20:15, 12:25, 21:19, 21:16 |          |                                  | Баскетбольная арена, Лондон Судьи: Хосе Анибаль Каррион Луиджи Ламоника Рабах Нуджаим |
| 2 августа 2012 16:45 (GMT+1) | Протокол | Леандро Барбоза 16         | Очки     | Андрей Кириленко 19              | Баскетбольная арена, Лондон Судьи: Хосе Анибаль Каррион Луиджи Ламоника Рабах Нуджаим |
| 2 августа 2012 16:45 (GMT+1) | Протокол | Нене Иларио 10             | Подборы  | Сергей Моня, Тимофей Мозгов по 7 | Баскетбольная арена, Лондон Судьи: Хосе Анибаль Каррион Луиджи Ламоника Рабах Нуджаим |
| 2 августа 2012 16:45 (GMT+1) | Протокол | Маркус Виейра 4            | Передачи | Алексей Швед 6                   | Баскетбольная арена, Лондон Судьи: Хосе Анибаль Каррион Луиджи Ламоника Рабах Нуджаим |

2 августа в матче третьего тура сборная России встречалась с командой Бразилии. После неудачного начала (20:15) подопечные Дэвида Блатта набрали 10 очков подряд и отправились на большой перерыв с преимуществом в 8 очков (32:40). В конце третьего периода россияне вышли вперед на 11 очков, но в середине заключительной четверти южноамериканцы вышли вперёд. Более того, бразильцы получили пятиочковый перевес, но дальний бросок Алексея Шведа позволил выровнять положение — 72:72. За 6 секунд до конца матча бразильцы вновь стали лидерами, однако после тайм-аута Виталий Фридзон, получив пас из-за боковой линии, трёхочковым броском с сопротивлением принёс победу сборной России — 75:74. Самыми результативными бразильцами стали Леандро Барбоза (16), Лэрри Тэйлор (12), Нене Иларио (8 + 10 подборов), Маркус Виейра (8 + 4 передачи) и Тьяго Сплиттер (8). Лучшими игроками матча в составе сборной России стали Андрей Кириленко (19 + 4 подбора), Тимофей Мозгов (18 + 7 подборов), Алексей Швед (17 + 6 передач) и Виктор Хряпа (7 + 4 подбора).
| 4 августа 2012 11:15 (GMT+1) | Протокол | Россия                     | 77:74    | Испания                  | Баскетбольная арена, Лондон Судьи: Христос Христодулу Хорхе Васкес Фернандо Сампьетро |
| 4 августа 2012 11:15 (GMT+1) | Протокол | 11:28, 21:12, 24:13, 21:21 |          |                          | Баскетбольная арена, Лондон Судьи: Христос Христодулу Хорхе Васкес Фернандо Сампьетро |
| 4 августа 2012 11:15 (GMT+1) | Протокол | Виталий Фридзон 24         | Очки     | Пау Газоль 20            | Баскетбольная арена, Лондон Судьи: Христос Христодулу Хорхе Васкес Фернандо Сампьетро |
| 4 августа 2012 11:15 (GMT+1) | Протокол | Тимофей Мозгов 9           | Подборы  | Пау Газоль 9             | Баскетбольная арена, Лондон Судьи: Христос Христодулу Хорхе Васкес Фернандо Сампьетро |
| 4 августа 2012 11:15 (GMT+1) | Протокол | Антон Понкрашов 11         | Передачи | Родригес, Кальдерон по 3 | Баскетбольная арена, Лондон Судьи: Христос Христодулу Хорхе Васкес Фернандо Сампьетро |

4 августа сборная России в матче четвёртого тура группового этапа в тяжёлой борьбе переиграла команду Испании со счётом 77:74. Россияне плохо начали матч, позволив сопернику добиться 17-очкового преимущества по ходу первой четверти (11:28), однако в дальнейшем подопечные Дэвида Блатта прибавили в обороне и сначала ликвидировали отставание, а затем и вышли вперёд на пять очков. Судьба встречи решалась в концовке, где сильнее были баскетболисты сборной России. Самым результативным баскетболистами матча стали Виталий Фридзон (24 + 3 передачи), Антон Понкрашов (14 + 11 передач), Виктор Хряпа (12 + 5 подборов), Тимофей Мозгов (12 + 9 подборов) и Андрей Кириленко (8 + 8 подборов). Лучшими в составе сборной Испания стали Пау Газоль (20), Марк Газоль (10 + 5 подборов) и Руди Фернандес (10).
Эта победа позволила россиянам досрочно занять первое место в секстете В. Таким образом, в четвертьфинале Олимпийских игр команде России предстояло встретиться с четвёртой командой группы А.
| 6 августа 2012 9:00 (GMT+1) | Протокол | Австралия                  | 82:80    | Россия            | Баскетбольная арена, Лондон Судьи: Карл Юнгебранд Луиджи Ламоника Роберт Лоттермозер |
| 6 августа 2012 9:00 (GMT+1) | Протокол | 29:20, 17:25, 23:19, 13:19 |          |                   | Баскетбольная арена, Лондон Судьи: Карл Юнгебранд Луиджи Ламоника Роберт Лоттермозер |
| 6 августа 2012 9:00 (GMT+1) | Протокол | Джо Инглс 20               | Очки     | Александр Каун 18 | Баскетбольная арена, Лондон Судьи: Карл Юнгебранд Луиджи Ламоника Роберт Лоттермозер |
| 6 августа 2012 9:00 (GMT+1) | Протокол | Мэттью Деллаведова 6       | Подборы  | три игрока по 6   | Баскетбольная арена, Лондон Судьи: Карл Юнгебранд Луиджи Ламоника Роберт Лоттермозер |
| 6 августа 2012 9:00 (GMT+1) | Протокол | Мэттью Деллаведова 7       | Передачи | Виктор Хряпа 8    | Баскетбольная арена, Лондон Судьи: Карл Юнгебранд Луиджи Ламоника Роберт Лоттермозер |

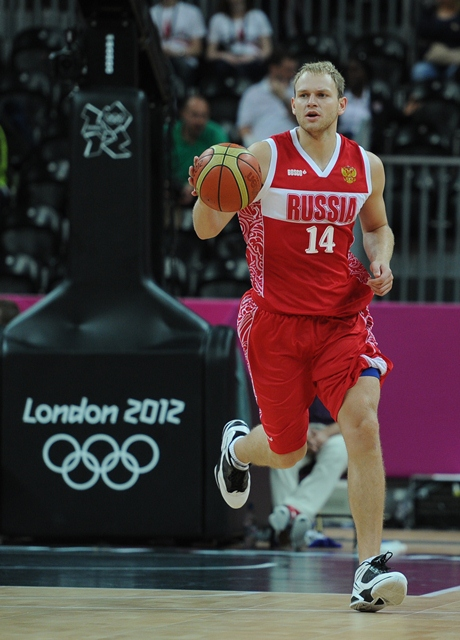
Антон Понкрашев — основной разыгрывающий защитник сборной России на турнире

В понедельник, 6 августа сборная России в заключительном матче группового этапа встречалась с командой Австралии. Австралийцы увереннее начали встречу и выиграли стартовый отрезок с разницей в 9 очков (20:29). К середине встречи россиянам удалось сократить отставание до минимума — 45:46. После перерыва подопечные Бретта Брауна вновь ушли в отрыв, но россияне в очередной раз проявили характер, вышли вперёд, но не удержали преимущество: трёхочковый бросок Миллза на последних секундах принёс австралийцам победу — 82:80. Самым результативными игроками в составе сборной России стал Александр Каун (18 + 6 подборов), Андрей Кириленко (13 + 6 подборов), Алексей Швед (13 + 6 подборов) и Тимофей Мозгов (10). Самыми результативными игроками в составе сборной Австралии стали Джо Инглс (20 + 3 передачи), Дэвид Андерсон (13 + 5 подборов + 3 передачи), Патрик Миллз (13 + 3 передачи) и Мэттью Деллаведова (10 + 7 передач + 6 подборов). В четвертьфинале соперником россиян стала команда Литвы.

### Плей-офф
Заняв первое место в группе B сборная России гарантировала себе первое место посева, что означало, что с фаворитом турнира — сборной США, россияне не смогли бы встретиться вплоть до финала турнира. Команды занявшие первые места в группах встречались с командами занявшими четвёртое место противоположной группы. Таким образом соперником сборной России по четвертьфиналу стала команда Литвы.

#### Четвертьфинал — Литва
| 8 августа 2012 года 14:00 (GMT+1) | Протокол | Россия                     | 83:74    | Литва                | Северная арена Гринвича 1, Лондон Судьи: Карл Юнгебранд Пабло Альберто Эстевес Майкл Айлен |
| 8 августа 2012 года 14:00 (GMT+1) | Протокол | 17:10, 15:17, 22:23, 29:24 |          |                      | Северная арена Гринвича 1, Лондон Судьи: Карл Юнгебранд Пабло Альберто Эстевес Майкл Айлен |
| 8 августа 2012 года 14:00 (GMT+1) | Протокол | Андрей Кириленко 19        | Очки     | Римантас Каукенас 19 | Северная арена Гринвича 1, Лондон Судьи: Карл Юнгебранд Пабло Альберто Эстевес Майкл Айлен |
| 8 августа 2012 года 14:00 (GMT+1) | Протокол | Андрей Кириленко 13        | Подборы  | Йонас Валанчюнас 9   | Северная арена Гринвича 1, Лондон Судьи: Карл Юнгебранд Пабло Альберто Эстевес Майкл Айлен |
| 8 августа 2012 года 14:00 (GMT+1) | Протокол | Виктор Хряпа 8             | Передачи | три игрока по 3      | Северная арена Гринвича 1, Лондон Судьи: Карл Юнгебранд Пабло Альберто Эстевес Майкл Айлен |

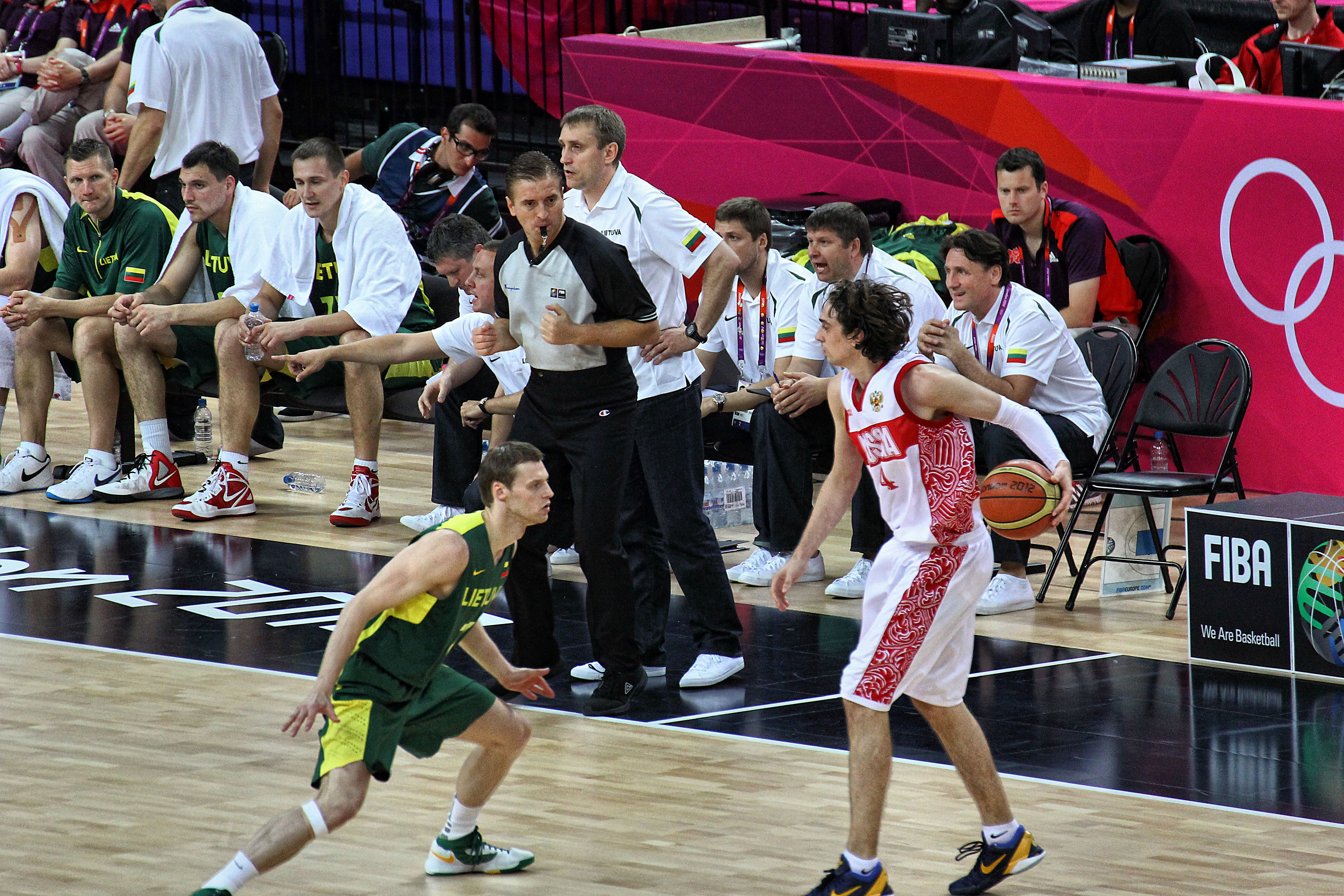
Алексей Швед в игре против сборной Литвы.

Матч между сборными России и Литвы был первым четвертьфиналом на турнире по баскетболу в Лондоне-2012. После равного начала подопечные Дэвида Блатта совершили рывок «+9» и на протяжении долгого времени удерживали преимущество в 5-7 очков (42:27, после первой половины встречи). В третьем периоде преимущество россиян составило 14 очков (64:50), однако литовцы на старте заключительной четверти сократили отставание до минимального. Тем не менее сборной России удалось вновь захватить инициативу и одержать победу со счётом 83:74. В полуфинале россиянам предстояло встречаться с победителем матча между сборными Франции и Испании. Самым результативными игроками сборной России стал Андрей Кириленко (19 + 13 подборов + 3 перехвата + 3 блок-шота), Тимофей Мозгов (17 + 4 подбора), Виктор Хряпа (12 + 8 передач + 6 подборов) и Виталий Фридзон (11). В сборной Литвы лучшими были Римантас Каукенас (19), Дариус Сонгайла (15 + 5 подборов + 3 перехвата), Римас Калниетис (14) и Йонас Валанчюнас (7 + 9 подборов).

#### Полуфинал — Испания
| 10 августа 2012 17:00 (GMT+1) | Протокол | Испания                   | 67:59    | Россия             | Северная арена Гринвича 1, Лондон Судьи: Луиджи Ламоника Илия Белошевич Маркос Бенито |
| 10 августа 2012 17:00 (GMT+1) | Протокол | 9:12, 11:19, 26:15, 21:13 |          |                    | Северная арена Гринвича 1, Лондон Судьи: Луиджи Ламоника Илия Белошевич Маркос Бенито |
| 10 августа 2012 17:00 (GMT+1) | Протокол | Пау Газоль 16             | Очки     | Александр Каун 14  | Северная арена Гринвича 1, Лондон Судьи: Луиджи Ламоника Илия Белошевич Маркос Бенито |
| 10 августа 2012 17:00 (GMT+1) | Протокол | Пау Газоль 12             | Подборы  | Андрей Кириленко 8 | Северная арена Гринвича 1, Лондон Судьи: Луиджи Ламоника Илия Белошевич Маркос Бенито |
| 10 августа 2012 17:00 (GMT+1) | Протокол | три игрока по 3           | Передачи | Алексей Швед 7     | Северная арена Гринвича 1, Лондон Судьи: Луиджи Ламоника Илия Белошевич Маркос Бенито |

В полуфинале турнира сборная России уступила команде Испании со счётом 59:67. Соперники осторожно начали встречу, набрав в первой четверти лишь 21 очко на двоих. Во второй десятиминутке подопечные Дэвида Блатта прибавили и на большой перерыв ушли, ведя 11 очков (31:20). В третьей четверти испанцы ликвидировали отставание (46:46), а в заключительном периоде, совершив рывок, одержали победу. Самым результативным баскетболистом матча стал Пау Газоль, набравший 16 очков. Таким образом, испанцы вышли в финал, где встретились со сборной США победивших баскетболистов Аргентины, а сборной России предстоял матч за бронзовые медали.

#### Матч за 3-е место — Аргентина
| 12 августа 2012 11:00 (GMT+1) | Протокол | Аргентина                  | 77:81    | Россия             | Северная арена Гринвича 1, Лондон Судьи: Хуан Карлос Артеага Хосе Анибаль Каррион Уильям Кеннеди |
| 12 августа 2012 11:00 (GMT+1) | Протокол | 20:19, 18:21, 19:21, 20:20 |          |                    | Северная арена Гринвича 1, Лондон Судьи: Хуан Карлос Артеага Хосе Анибаль Каррион Уильям Кеннеди |
| 12 августа 2012 11:00 (GMT+1) | Протокол | Ману Джинобили 21          | Очки     | Алексей Швед 25    | Северная арена Гринвича 1, Лондон Судьи: Хуан Карлос Артеага Хосе Анибаль Каррион Уильям Кеннеди |
| 12 августа 2012 11:00 (GMT+1) | Протокол | Андрес Носиони 7           | Подборы  | Андрей Кириленко 8 | Северная арена Гринвича 1, Лондон Судьи: Хуан Карлос Артеага Хосе Анибаль Каррион Уильям Кеннеди |
| 12 августа 2012 11:00 (GMT+1) | Протокол | Пабло Приджиони 7          | Передачи | Алексей Швед 7     | Северная арена Гринвича 1, Лондон Судьи: Хуан Карлос Артеага Хосе Анибаль Каррион Уильям Кеннеди |

Мужская сборная России впервые завоевала бронзовые медали олимпийского баскетбольного турнира обыграв сборную Аргентины, вырвав победу в концовке благодаря великолепной игре Алексея Шведа и Виталия Фридзона. После равной борьбы в первой четверти южноамериканцы завладели инициативой и вышли вперёд на шесть очков, однако подопечные Дэвида Блатта смогли прибавить и не позволили сопернику уйти в отрыв. В третьей десятиминутке россияне добились 11-очкового преимущества, но не смогли его удержать. Судьба встречи решалась в напряжённой концовке, в которой сильнее оказались баскетболисты сборной России. Самым результативным игроком матча стал Алексей Швед, набравший 25 очков.
Счёт матча открыл Андрес Носиони, но Андрей Кириленко тут же успешно атаковал из-за дуги. Российская команда захватила инициативу и немного оторвалась в счёте (10:4), но соперник и не думал смиряться с подобным положением дел. Ману Жинобили забил два трёхочковых броска подряд, а Луис Скола и Носиони точно атаковали со средней дистанции. Развить успех аргентинцам не позволил Виталий Фридзон, ответивший семью очками подряд на дальние попадания Носиони и Карлоса Дельфино. Первая четверть завершилась с минимальным преимуществом южноамериканцев — 20:19.
Начало второй 10-минутки осталось за аргентинской командой — забил Дельфино, а после попадания Хуана Педро Гутьерреса (27:21) Блатту пришлось срочно брать тайм-аут, после которого Алексей Швед, Хряпа и Кириленко организовали мини-спурт — 0:12. Однако наставник южноамериканцев Хулио Ламас взял пару ответных тайм-аутов, привёл команду в чувство, и качели качнулись в другую сторону. Под окончание первой половины матча, Швед, дальним броском, вывел россиян вперёд — 40:38.
После большого перерыва российской команде удалось постепенно взять игру под контроль. Швед, Кириленко и Фридзон обеспечили комфортное преимущество в «+9», но конец третьей четверти остался за аргентинцами. А в начале заключительной 10-минутки Жинобили и вовсе сравнял счёт — 62:62. Россияне усилиями Шведа снова оторвались — на пять очков, но соперники забивали нелогичные броски, и за 2:42 до конца матча повели 72:71. Блатт взял тайм-аут, после которого Швед забил лишь один штрафной из двух, а Дельфино — оба. После сомнительного фола в нападении российская команда отбилась, и вырвалась вперед усилиями Шведа и Фридзона, однако великолепный проход Жинобили вновь вывел вперёд аргентинцев. Но Швед забил трёхочковый, а Носиони из-за дуги промахнулся. Точку в матче поставил Фридзон, аккуратно положивший мяч кольцо в быстром отрыве.

Сборная России — бронзовый призёр Олимпиады-2012

## Итоги турнира
Причинами успешного выступления сборной России на олимпийском турнире считаются высокий уровень самоотдачи, командная игра, универсализм баскетболистов и отличная тренерская работа. Дэвид Блатт строил игру команды от обороны, успешно используя глубокую ротацию из 8-10 игроков, располагая солидным набором разноплановых исполнителей, что позволило достичь очень высокого уровня командных взаимодействий. Так, по итогам турнира сборная России оказалась лидером по количеству результативных передач за матч (19,8) и стала лучшей по количеству пропущенных очков (72,1). Набранные очки и игровое время практически равномерно распределились между 8 основными игроками сборной. Андрей Кириленко, лидер команды по набранным очкам и подборам, вошёл в первую символическую сборную Олимпиады по версии телевизионного канала ESPN. Он занял третье место на турнире по блок-шотам и перехватам, шестое — по результативности и стал восьмым по подборам среди всех игроков. Практически весь турнир в стартовом составе выходили Александр Каун, Виктор Хряпа, Андрей Кириленко, Алексей Швед и Антон Понкрашов (в матче против сборной Австралии в стартовой пятёрке его заменил Евгений Воронов). Лидерами команды были Сергей Моня, Андрей Кириленко, Виктор Хряпа, которые стабильно играли за сборную на протяжении многих лет. Алексей Швед, попавший в национальную команду только в этом году, также вышел на лидирующие позиции, став лучшим игроком сборной и турнира по результативным передачам (5,9) и потерям (3,1). Виталий Фридзон, выходя со скамейки, добавлял агрессии сборной в нападении, став автором победного броска на последней секунде в матче со сборной Бразилии. Виктор Хряпа, запомнился не только уверенной игрой под своим щитом (5,6 подборов в среднем за игру — второй показатель на турнире), но и своими навыками распассовщика (4,3 передачи в среднем за игру — второй показатель в сборной). Основным центровым команды был Александр Каун, его подменял Тимофей Мозгов. Семён Антонов, способный играть как центрфорвард и обладая хорошим броском, являлся резервным «большим» на случай травмы игроков передней линии. Дэвид Блатт на перспективу включил в сборную молодого Сергея Карасёва (18 лет), который отыграл на турнире совсем немного, но выглядел достаточно уверенно.
...Мы построили великую команду. Это одна из лучших команд мира, которая демонстрирует игру самого высокого уровня. Мы долго шли к этой цели, собрали множество талантливых игроков. Завоевание медалей на Олимпийских играх – это создание новой российской истории. За те семь лет, которые я работаю с Андреем Кириленко и другими парнями, мы выиграли три медали. Золото Евробаскета в 2007 году, бронзу в прошлом и эту бронзу Олимпийских игр.Дэвид Блатт
13 августа 2012 года президент России Владимир Путин подписал указ о награждении членов мужской сборной по баскетболу медалью «За заслуги перед Отечеством» второй степени — за большой вклад в развитие физической культуры и спорта, высокие спортивные достижения на Играх XXX Олимпиады 2012 года в городе Лондоне (Великобритания). 15 августа игроки мужской сборной России приняли участие в торжественной встрече с Президентом РФ Владимиром Путиным, которая состоялась в Александровском зале Большого Кремлёвского дворца. После торжественной церемонии вручения наград на Васильевском спуске олимпийцам были подарены автомобили Audi A6.

## Статистика
Всего за турнир
| №         | Игрок     | GP        | MP        | P   | 2pts    | FG% | 3pts   | 3P% | FT      | FT% | OR | DR  | TR  | ASS | TO  | ST | BLK | PF  | FS  |
| --------- | --------- | --------- | --------- | --- | ------- | --- | ------ | --- | ------- | --- | -- | --- | --- | --- | --- | -- | --- | --- | --- |
| 15        | Кириленко | 8         | 271       | 140 | 42/68   | 62  | 5/19   | 26  | 41/59   | 69  | 22 | 38  | 60  | 11  | 15  | 15 | 14  | 15  | 48  |
| 7         | Фридзон   | 8         | 175       | 92  | 20/32   | 63  | 10/22  | 45  | 22/23   | 96  | 3  | 12  | 15  | 15  | 12  | 6  | 5   | 21  | 24  |
| 4         | Швед      | 8         | 200       | 91  | 23/41   | 56  | 13/42  | 31  | 6/14    | 43  | 3  | 22  | 25  | 47  | 25  | 7  | 2   | 12  | 20  |
| 5         | Мозгов    | 8         | 149       | 80  | 33/53   | 62  | -/-    | -   | 14/22   | 64  | 7  | 21  | 28  | 1   | 12  | 2  | 4   | 19  | 16  |
| 8         | Каун      | 8         | 156       | 62  | 27/50   | 54  | -/-    | -   | 8/24    | 33  | 9  | 20  | 29  | 4   | 11  | -  | 6   | 24  | 18  |
| 10        | Хряпа     | 8         | 228       | 57  | 9/23    | 39  | 11/28  | 39  | 6/6     | 100 | 5  | 45  | 50  | 34  | 14  | 6  | 2   | 22  | 14  |
| 14        | Понкрашов | 8         | 171       | 46  | 14/30   | 47  | 4/14   | 29  | 6/7     | 86  | 2  | 11  | 13  | 31  | 8   | 4  | -   | 14  | 10  |
| 12        | Моня      | 8         | 170       | 39  | 10/20   | 50  | 6/25   | 24  | 1/2     | 50  | 5  | 25  | 30  | 8   | 4   | 6  | 4   | 15  | 5   |
| 11        | Антонов   | 6         | 32        | 13  | 1/2     | 50  | 3/4    | 75  | 2/2     | 100 | -  | 2   | 2   | 2   | 2   | -  | 1   | 4   | 3   |
| 13        | Хвостов   | 4         | 21        | 3   | 1/1     | 100 | 0/1    | 0   | 1/2     | 50  | -  | 1   | 1   | 2   | 2   | -  | -   | 2   | 4   |
| 9         | Воронов   | 5         | 22        | -   | 0/4     | 0   | 0/1    | 0   | -/-     | -   | 2  | -   | 2   | 2   | 2   | 3  | 2   | 3   | 1   |
| 6         | Карасёв   | 2         | 6         | -   | 0/1     | 0   | -/-    | -   | -/-     | -   | -  | 2   | 2   | 1   | -   | -  | -   | 2   | -   |
| Командные | Командные | Командные | Командные |     |         |     |        |     |         |     | 9  | 20  | 29  |     | 4   |    |     |     |     |
| Итого     | Итого     | Итого     | Итого     | 623 | 180/325 | 55  | 52/156 | 33  | 107/161 | 66  | 67 | 219 | 286 | 158 | 111 | 49 | 40  | 153 | 163 |

| Категория | Игрок            | В среднем за игру |
| --------- | ---------------- | ----------------- |
| Очки      | Андрей Кириленко | 17,5              |
| Подборы   | Андрей Кириленко | 7,5               |
| Передачи  | Алексей Швед     | 6,9               |

| Категория          | Игрок                            | Всего         | Соперник             |
| ------------------ | -------------------------------- | ------------- | -------------------- |
| Очки               | Андрей Кириленко                 | 35            | Великобритания       |
| Подборы            | Виктор Хряпа                     | 12            | Китай                |
| Передачи           | Алексей Швед                     | 13            | Великобритания       |
| Перехваты          | Виталий Фридзон Андрей Кириленко | 4             | Великобритания Китай |
| Блок-шоты          | Александр Каун                   | 4             | Китай                |
| Броски с игры      | Тимофей Мозгов                   | 8/9 (88,9 %)  | Бразилия             |
| Трёхочковые броски | Алексей Швед                     | 6/11 (54,5 %) | Аргентина            |
| Штрафные броски    | Андрей Кириленко                 | 9/12 (75 %)   | Литва                |
| Потери             | Алексей Швед                     | 6             | Бразилия             |

| Категория           | Всего            |
| ------------------- | ---------------- |
| Очки                | 77,9             |
| Подборы             | 35,8             |
| Подборы в нападении | 8,4              |
| Подборы в защите    | 27,4             |
| Передачи            | 19,8             |
| Перехваты           | 6,1              |
| Блок-шоты           | 5                |
| Броски с игры       | 55,4 % (180/325) |
| Трёхочковые броски  | 33,3 % (52/156)  |
| Штрафные броски     | 66,5 % (107/161) |
| Потери              | 13,9 (111)       |

- Russia Combined Team Statistics (as of Aug 12, 2012) (PDF). usabasketball.com (англ.). Архивировано (PDF) 29 мая 2013. Дата обращения: 18 марта 2013.